# Hrabstwo Grey
Hrabstwo Grey (ang. Grey County) – jednostka administracyjna kanadyjskiej prowincji Ontario leżąca na południu prowincji.
Hrabstwo ma 92 411 mieszkańców. Język angielski jest językiem ojczystym dla 91,9%, francuski dla 0,9% mieszkańców (2006).
W skład hrabstwa wchodzą:
- miasto (town) Blue Mountains
- gmina Chatsworth
- gmina Georgian Bluffs
- gmina Grey Highlands
- miasto (town) Hanover
- miasto (town) Meaford
- miasto (city) Owen Sound
- gmina Southgate
- gmina West Grey